# Sanmi Ittai
Sanmi Ittai (jap. 三位一体, dt. „Dreieinigkeit“) beschreibt in japanischen Kampfkünsten ein spezielles Bewegungsprinzip.

## Sanmi Ittai im Wadō-Ryū Karate-Dō
Im Wadō-Ryū bedeutet Sanmi Ittai die Kombination aus den drei Bewegungen Ten-I (jap. 転位, dt. „Änderung der Position“), Ten-Tai (jap. 転体, dt. „Änderung der Körperbewegung“) sowie Ten-Gi (jap. 転技, dt. „Änderung der Technik“), welches in den festgelegten Formen des Kihon Kumite praktiziert wird.
Dabei wird zum Beispiel bei Kihon Kumite Iponme (Nr. 1) zuerst ein frontaler Faustangriff durch eine seitliche Ausweichbewegung des gesamten Körpers (Ten-I), eine gleichzeitige abwehrende Armbewegung (Ten-Gi) und eine gleichzeitige Rotation der Körpermitte (Ten-Tai) pariert.
Der zweite Angriff zum Chudan wird ebenfalls durch eine seitliche Ausweichbewegung des gesamten Körpers (Ten-I), eine gleichzeitige abwehrende Armbewegung mit dem rechten und eine Fausttechnik mit dem linken Arm (Ten-Gi) sowie eine gleichzeitige Rotation der Körpermitte (Ten-Tai) gekontert. Beide Bewegungen beinhalten das Prinzip Sanmi-Ittai.